# Payne's grey

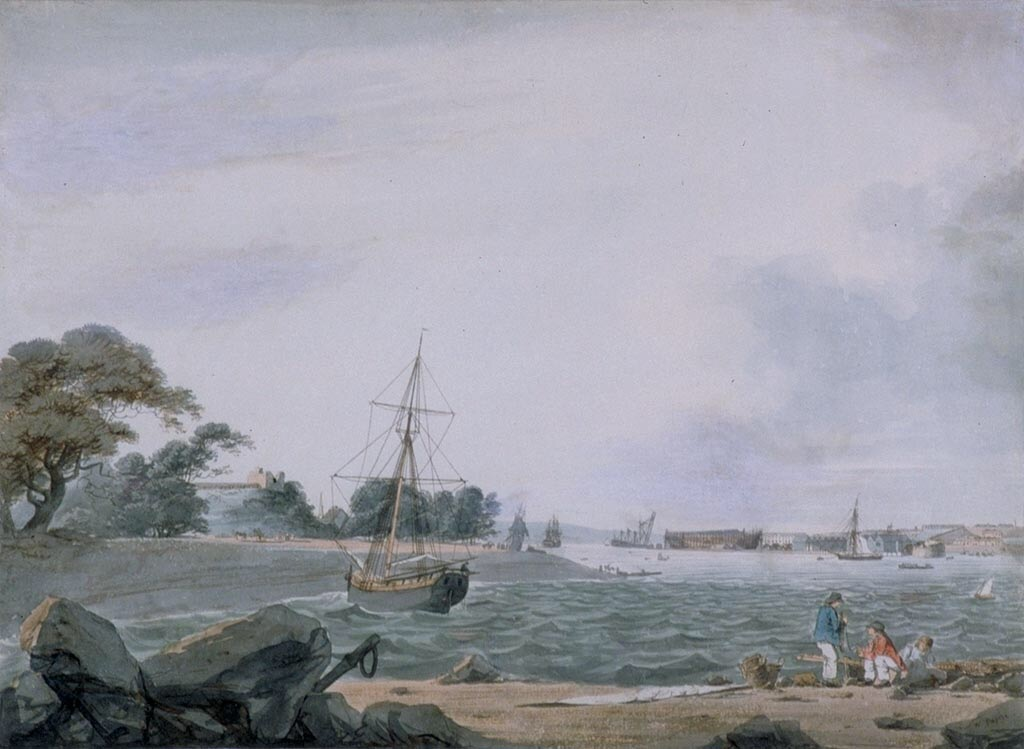
Royal Dockyard, Mutton Cove, Passage from Mount Edgecumbe
– Akvarell av William Payne, ca 1800

Payne's grey, Paynes grått, är en blåtonad, mörkt grå pigmentblandning i konstnärsfärger.
Namnet kommer av den engelske konstnären William Payne (1760–1830), en framstående akvarellist som skapade en sådan pigmentblandning. Payne använde den framförallt i landskapsmålningar för områden på medelavstånd, och rekommenderade den till sina elever som ett ofta fördelaktigt alternativ till svart.
Pigmentsammansättningen i Payne's grey skiljer sig åt mellan färgtillverkare. Några exempel (2016):
- Old Holland har i både akvarell- och oljefärg en blandning av elfenbenssvart (Colour Index: PBk9) och ultramarin (PB29).[4][5]
- Daniel Smith har också elfenbenssvart och ultramarin i sina motsvarigheter, men har i oljefärgen dessutom lite järnoxidgult (PY42).[6][7]
- Winsor & Newton har i sin akvarellfärg ftaloblått (PB15), carbon black (PBk6) och kinakridon (PV19), och i oljefärgen en blandning av ultramarin, carbon black, järnoxidrött (PR101) och skiffersvart (PBk19).[3][8]